# Los Angeles Lakers 2019-2020
La stagione 2019-2020 dei Los Angeles Lakers è stata la 72ª stagione della franchigia, la 71ª nella National Basketball Association (NBA), e la 60ª a Los Angeles.
Il 5 luglio 2019 Anthony Davis si aggrega alla franchigia.

## Draft
| Giro | Scelta | Giocatore       | Ruolo | Nazionalità | Università/Squadra |
| ---- | ------ | --------------- | ----- | ----------- | ------------------ |
| 1    | 4      | De'Andre Hunter | AP    | Stati Uniti | Virginia           |

I Lakers sono arrivati al draft NBA del 2019 con una scelta al primo giro. In precedenza avevano anche i diritti su due scelte al secondo giro del draft, ma quelle scelte sono state successivamente scambiate con Philadelphia 76ers e Atlanta Hawks. Nella notte della lotteria del draft NBA, i Lakers hanno guadagnato sette posizioni dalla proiezione dell'undicesima selezione alla quarta scelta del draft. Il 15 giugno, i Lakers hanno concordato uno scambio che ha inviato Brandon Ingram, Lonzo Ball e Josh Hart e varie scelte, inclusa la scelta del primo round dei Lakers del 2019, ai New Orleans Pelicans in cambio di Anthony Davis. Tuttavia, la trade non è stata ufficializzata fino al 6 luglio, durante il quale furono inclusi nell'accordo anche i Washington Wizards.

## Classifiche

### U13
| Pacific Division  | Pacific Division | Pacific Division | Pacific Division | Pacific Division | Pacific Division | Pacific Division | Pacific Division | Pacific Division |
| Squadra           | V                | S                | V%               | PR               | Casa             | Trasf            | Div              | PG               |
| ----------------- | ---------------- | ---------------- | ---------------- | ---------------- | ---------------- | ---------------- | ---------------- | ---------------- |
| c – L.A. Lakers   | 52               | 19               | .732             | 0,0              | 25–10            | 27–9             | 10–3             | 71               |
| x – L.A. Clippers | 49               | 23               | .681             | 3,5              | 27–9             | 22–14            | 8–6              | 72               |
| Phoenix Suns      | 34               | 39               | .466             | 19,0             | 17–22            | 17–17            | 6–9              | 73               |
| Sacramento Kings  | 31               | 41               | .431             | 21,5             | 16–19            | 15–22            | 8–5              | 72               |
| G.S. Warriors     | 15               | 50               | .231             | 34,0             | 8–26             | 7–24             | 2–11             | 65               |

### Western Conference
| Western Conference | Western Conference      | Western Conference | Western Conference | Western Conference | Western Conference | Western Conference |
| #                  | Squadra                 | V                  | S                  | V%                 | PR                 | PG                 |
| ------------------ | ----------------------- | ------------------ | ------------------ | ------------------ | ------------------ | ------------------ |
| 1                  | c – L.A. Lakers *       | 52                 | 19                 | .732               | –                  | 71                 |
| 2                  | x – L.A. Clippers       | 49                 | 23                 | .681               | 3,5                | 72                 |
| 3                  | y – Denver Nuggets *    | 46                 | 27                 | .630               | 7,0                | 73                 |
| 4                  | y – Houston Rockets *   | 44                 | 28                 | .611               | 8,5                | 72                 |
| 5                  | x – Oklahoma Thunder    | 44                 | 28                 | .611               | 8,5                | 72                 |
| 6                  | x – Utah Jazz           | 44                 | 28                 | .611               | 8,5                | 72                 |
| 7                  | x – Dallas Mavericks    | 43                 | 32                 | .573               | 11,0               | 75                 |
| 8                  | v – Portland T. Blazers | 35                 | 39                 | .473               | 18,5               | 74                 |
|                    |                         |                    |                    |                    |                    |                    |
| 9                  | v – Memphis Grizzlies   | 34                 | 39                 | .466               | 19,0               | 73                 |
| 10                 | Phoenix Suns            | 34                 | 39                 | .466               | 19,0               | 73                 |
| 11                 | San Antonio Spurs       | 32                 | 39                 | .451               | 20,0               | 71                 |
| 12                 | Sacramento Kings        | 31                 | 41                 | .431               | 21,5               | 72                 |
| 13                 | N.O. Pelicans           | 30                 | 42                 | .417               | 22,5               | 72                 |
| 14                 | Minnesota T'wolves      | 19                 | 45                 | .297               | 29,5               | 64                 |
| 15                 | G.S. Warriors           | 15                 | 50                 | .231               | 34,0               | 65                 |

## Mercato

### Prolungamenti contrattuali
| Giocatore                | Contratto             |
| ------------------------ | --------------------- |
| Kentavious Caldwell-Pope | 2 anni, $16,5 milioni |
| JaVale McGee             | 2 anni, $8,2 milioni  |
| Alex Caruso              | 2 anni, $5.5 milioni  |
| Rajon Rondo              | 2 anni, $5,1 milioni  |

### Acquisti
| Giocatore        | Contratto            | Squadra Precedente    |
| ---------------- | -------------------- | --------------------- |
| Zach Norvell     | Two-way contract     | Gonzaga               |
| Troy Daniels     | 1 anno, $2 milioni   | Phoenix Suns          |
| Jared Dudley     | 1 anno, $2,5 milioni | Brooklyn Nets         |
| Quinn Cook       | 2 anni, $6 milioni   | Golden State Warriors |
| DeMarcus Cousins | 1 anno, $3,5 milioni | Golden State Warriors |
| Danny Green      | 2 anni, $30 milioni  | Toronto Raptors       |
| Avery Bradley    | 2 anni, $9,7 milioni | Memphis Grizzlies     |

### Cessioni
| Giocatore      | Motivo cessione      | Nuova Squadra         |
| -------------- | -------------------- | --------------------- |
| Mike Muscala   | 1 anno, $1,6 milioni | Oklahoma City Thunder |
| Reggie Bullock | 2 anni, $8,2 milioni | New York Knicks       |
| Tyson Chandler | 1 anno, $2,5 milioni | Houston Rockets       |

### Scambi
| 6 luglio 2019 | L.A. LakersAnthony Davis (da New Orleans) | N.O. Pelicans Lonzo Ball (dai Lakers) Josh Hart (dai Lakers) Brandon Ingram (dai Lakers) Draft Rights di De'Andre Hunter (dai Lakers) Scelta al 1º giro del Draft 2021 (dai Lakers) Diritto di scambiare le scelte al 1º giro del Draft 2023 (dai Lakers) Scelta al 1º giro del Draft 2024 (dai Lakers) Cash considerations (dai Lakers) Cash considerations (dai Wizards) | Wash. WizardsIsaac Bonga (dai Lakers) Jemerrio Jones (dai Lakers) Moritz Wagner (dai Lakers) Scelta al 2º giro del Draft NBA 2022 (dai Lakers) |

## Roster
| \| Pos. \| Num. \| Naz. \| Nome \| Altezza \| Peso \| Data nascita \| Provenienza \| \| ----- \| ---- \| ---- \| -------------------------- \| ------- \| ------ \| ------------ \| --------------------------------- \| \| AG \| 37 \| \| Antetokounmpo, Kōstas (TW) \| 208 cm \| 91 kg \| 20-11-1997 \| Dayton \| \| P/G \| 11 \| \| Bradley, Avery \| 188 cm \| 82 kg \| 26-11-1990 \| Texas \| \| AG \| 12 \| \| Cacok, Devontae (TW) \| 203 cm \| 109 kg \| 08-10-1996 \| Seahawks \| \| G \| 1 \| \| Caldwell-Pope, Kentavious \| 196 cm \| 93 kg \| 18-02-1993 \| Georgia \| \| G \| 4 \| \| Caruso, Alex \| 196 cm \| 84 kg \| 28-02-1994 \| Texas A&M \| \| P \| 2 \| \| Cook, Quinn \| 185 cm \| 82 kg \| 23-03-1993 \| Duke \| \| AG/C \| 3 \| \| Davis, Anthony \| 208 cm \| 115 kg \| 11-03-1993 \| Kentucky Wildcats \| \| AP/AG \| 10 \| \| Dudley, Jared \| 201 cm \| 108 kg \| 10-07-1985 \| Boston College \| \| G \| 14 \| \| Green, Danny \| 198 cm \| 98 kg \| 22-06-1987 \| North Carolina \| \| G \| 5 \| \| Horton-Tucker, Talen (GL) \| 193 cm \| 106 kg \| 25-11-2000 \| Iowa State \| \| C \| 39 \| \| Howard, Dwight \| 211 cm \| 120 kg \| 08-12-1985 \| SW Atlanta Christian Academy (HS) \| \| AP \| 23 \| \| James, LeBron \| 206 cm \| 113 kg \| 30-12-1984 \| St. Vincent-St. Mary HS \| \| AG \| 0 \| \| Kuzma, Kyle \| 206 cm \| 100 kg \| 24-07-1995 \| Utah \| \| C \| 7 \| \| McGee, JaVale \| 213 cm \| 122 kg \| 19-01-1988 \| Nevada \| \| AG \| 88 \| \| Morris, Markieff \| 208 cm \| 111 kg \| 02-09-1989 \| Kansas \| \| P \| 9 \| \| Rondo, Rajon \| 185 cm \| 84 kg \| 22-02-1986 \| Kentucky \| \| G \| 31 \| \| Smith, J.R. \| 198 cm \| 102 kg \| 09-09-1985 \| New Jersey \| \| G \| 18 \| \| Waiters, Dion \| 193 cm \| 98 kg \| 10-12-1991 \| Syracuse \| | Allenatore - Frank Vogel Assistente/i - Jason Kidd - Lionel Hollins - Brian Shaw (Associate HC) - Brian Keefe - Clay Moser - Tracy Murray - Casey Owens Legenda - (C) Capitano - (FA) Free agent - (S) Sospeso - (GL) Assegnato a squadra G League affiliata - (TW) Contratto Two-way - Infortunato Roster • Transazioni · Ultima transazione: 1 luglio 2020 |                        |                            |         |        |              |                                   |
| Pos. | Num. | Naz.                   | Nome                       | Altezza | Peso   | Data nascita | Provenienza                       |
| AG | 37 | Grecia (bandiera)      | Antetokounmpo, Kōstas (TW) | 208 cm  | 91 kg  | 20-11-1997   | Dayton                            |
| P/G | 11 | Stati Uniti (bandiera) | Bradley, Avery             | 188 cm  | 82 kg  | 26-11-1990   | Texas                             |
| AG | 12 | Stati Uniti (bandiera) | Cacok, Devontae (TW)       | 203 cm  | 109 kg | 08-10-1996   | Seahawks                          |
| G | 1 | Stati Uniti (bandiera) | Caldwell-Pope, Kentavious  | 196 cm  | 93 kg  | 18-02-1993   | Georgia                           |
| G | 4 | Stati Uniti (bandiera) | Caruso, Alex               | 196 cm  | 84 kg  | 28-02-1994   | Texas A&M                         |
| P | 2 | Stati Uniti (bandiera) | Cook, Quinn                | 185 cm  | 82 kg  | 23-03-1993   | Duke                              |
| AG/C | 3 | Stati Uniti (bandiera) | Davis, Anthony             | 208 cm  | 115 kg | 11-03-1993   | Kentucky Wildcats                 |
| AP/AG | 10 | Stati Uniti (bandiera) | Dudley, Jared              | 201 cm  | 108 kg | 10-07-1985   | Boston College                    |
| G | 14 | Stati Uniti (bandiera) | Green, Danny               | 198 cm  | 98 kg  | 22-06-1987   | North Carolina                    |
| G | 5 | Stati Uniti (bandiera) | Horton-Tucker, Talen (GL)  | 193 cm  | 106 kg | 25-11-2000   | Iowa State                        |
| C | 39 | Stati Uniti (bandiera) | Howard, Dwight             | 211 cm  | 120 kg | 08-12-1985   | SW Atlanta Christian Academy (HS) |
| AP | 23 | Stati Uniti (bandiera) | James, LeBron              | 206 cm  | 113 kg | 30-12-1984   | St. Vincent-St. Mary HS           |
| AG | 0 | Stati Uniti (bandiera) | Kuzma, Kyle                | 206 cm  | 100 kg | 24-07-1995   | Utah                              |
| C | 7 | Stati Uniti (bandiera) | McGee, JaVale              | 213 cm  | 122 kg | 19-01-1988   | Nevada                            |
| AG | 88 | Stati Uniti (bandiera) | Morris, Markieff           | 208 cm  | 111 kg | 02-09-1989   | Kansas                            |
| P | 9 | Stati Uniti (bandiera) | Rondo, Rajon               | 185 cm  | 84 kg  | 22-02-1986   | Kentucky                          |
| G | 31 | Stati Uniti (bandiera) | Smith, J.R.                | 198 cm  | 102 kg | 09-09-1985   | New Jersey                        |
| G | 18 | Stati Uniti (bandiera) | Waiters, Dion              | 193 cm  | 98 kg  | 10-12-1991   | Syracuse                          |